# Olympische Jugend-Sommerspiele 2018/Teilnehmer (Paraguay)
| Gelbes Symbol für Goldmedaillen mit stilisierten Olympischen Ringen | Graues Symbol für Silbermedaillen mit stilisierten Olympischen Ringen | Braundes Symbol für Bronzemedaillen mit stilisierten Olympischen Ringen |
| ------------------------------------------------------------------- | --------------------------------------------------------------------- | ----------------------------------------------------------------------- |
| —                                                                   | —                                                                     | —                                                                       |

Die Jugend-Olympiamannschaft aus Paraguay für die III. Olympischen Jugend-Sommerspiele vom 6. bis 18. Oktober 2018 in Buenos Aires (Argentinien) bestand aus 26 Athleten.

## Athleten nach Sportarten

### Beachhandball
| Mädchen - 5. Platz - Naomi Gueyraud - Verónica Miranda - Guadalupe Villalba - Alma Brítez - Andrea Gaona - Tatiana Franco - Jeanine Sánchez - Darlene Leiva - Sofía Ugarriza | Jungen - 11. Platz - Alex Alderete - Ariel Barrios - Isaias Vallejos - Nelson Ozorio - Jorge Balmaceda - Marcelo Cáceres - Carlos Llanes - Alan Fernández - Gabriel Figueroa |

### Beachvolleyball
| Mädchen - Giuliana Poletti - Romina Ediger 17. Platz | Jungen - Jorge Riveros - Gonzalo Melgarejo 17. Platz |

### Bogenschießen
Jungen
- Alejandro Benítez
Einzel: 9. Platz
Mixed: 17. Platz (mit Alexandra Voropayeva  Kasachstan)

### Leichtathletik
Jungen
- Mateo Vargas
100 m: 9. Platz

### Reiten
- Agostina Llano
Springen Einzel: 8. Platz
Springen Mannschaft: 4. Platz (im Team Südamerika)

### Schwimmen
Jungen
- Matheo Mateos
100 m Freistil: 34. Platz